# 프리즈렌 동맹
알바니아 국가의 권리 수호를 위한 동맹(알바니아어: Lidhja për mbrojtjen e të drejtave te kombit Shqiptar) 또는 프리즈렌 동맹(알바니아어: Besëlidhja e Prizrenit)은 1877년 1월 5일 (공식 일자는 1878년 6월 10일) 오스만 제국의 코소보 주(州)의 프리즈렌에서 창립한 알바니아인 정치 기구이다.
산스테파노 조약과 베를린 조약은 모두 알바니아 민족이 살고 있었던 지역은 다른 국가에 할당하였다. 오스만 제국 중앙정부는 이 지역의 이익을 지키는데 무능력하였고, 이러한 태도는 알바니아의 지도자들이 세르비아 공국이나 다누비아 공국들처럼 자치 행정구역을 구상하게 이끌었다.
프리즈렌 동맹은 1878년 6월 10일 프리즈렌에서 열린 47명의 오스만 정부 고위 인사들의 모임에서 설립되었다. 동맹의 초기 지위는 카라나메라는 문서에 설명되었다. 이 문서에서 알바니아 지도자들은 제국 중앙정부를 지지하며 "알바니아 지역의 완전함을 수호하기 위해 두 손으로 싸우겠다"는 의지를 밝히며 발칸반도에서의 오스만 제국의 영토 보전을 유지하려는 의도를 강조하였다. 그러므로 그 문서 내에는 개혁, 교육제도, 자치 혹은 알바니아의 모든 행정구역을 한 주(州)로 통합한다는 내용은 전혀 없었으나, 압둘 프라셔리의 영향 아래, 초창기의 설립 의도는 급격히 변화하여 알바니아인의 자치와 오스만 제국에 적대적인 정치 분위기를 조성하였다.

## 같이 보기
- 런던 조약 (1913년)